# Joaquim Gatell i Folch
Joaquim Gatell i Folch (Altafulla, Tarragonès, 3 de gener de 1826 - Cadis, 13 de maig de 1879) fou un geògraf i explorador català.

## Biografia
Estudià al Seminari de Tarragona; després cursà Lleis a la Universitat de Barcelona. La seva afició als viatges el portà a aprendre l'àrab. La seva primera expedició fou un viatge per Algèria el 1859. L'any següent a penes signat el Tractat de Wad-Ras, es dirigí a Fes pel llavors conegut camí de Tànger. Fingí renegar i assentà plaça en l'exèrcit del sultà. Aviat ascendí a capità, però castigat (per gelosia d'un enemic seu) a tornar a soldat ras, passà a la cavalleria, on de seguida ascendí a tinent. Després, per haver traduït un tractat de balística a l'àrab, fou nomenat comandant d'artilleria de la guàrdia imperial; per tant, serví en les tres armes. El sultà Mohamed ben Abderrahman el portà al Marroc a combatre unes cabiles insurrectes, i que foren sotmeses.
El 1864 creuà l'Etiles i s'internà en el Sus, molt contra la voluntat del Makhzen, pel que hagué de fugir d'aquests. Havia pres el camí que pel pas de Bibaun porta cap a Agadir, però com que en aquesta població l'intimidaren a se'n tornes, creuà de nou l'Atlas camí de Tarudant, capital del Sus. D'allà passà a Aguilmin, capital del Guad Nun, on es feu molt amic del xeic Ben Beiruc, el qual li facilità guies per internar-se al desert.
Malgrat les penalitats que sofrí, principalment per la manca d'aigua, arribà als pous de Xibica, des d'on retrocedí a Aguilmin. Partí de nou vers el Sus sobre un camell carregat de provisions, un mosso negre anomenat Bellal i altres dos del país, amb els quals arribà a la cabila de Ras Buibixa, on el reberen molt bé, per haver-lo pres pel Xeic. La indiscreció d'un dels servidors, que el descobrí als indígenes, va estar a punt de costar-li la vida. Però pogué escapar i retornà a Aguilmin, des d'on passà a Rabat i d'allà a Espanya.
Els temps no restaven gaire a propòsit perquè l'atenció publica ni la dels governants es fixessin en les expedicions geogràfiques i atribuïssin gran importància a les exploracions de Gatell i Folch. El 1877, restablerta la tranquil·litat a Espanya, tornà a aparèixer el nostre viatger, donant una conferència en la Societat Geogràfica de Madrid. També entregà, per a la biblioteca d'aquesta Societat, moltes dades i documents. Llavors s'havia fundat a Espanya una secció de l'Associació Internacional per l'exploració d'Àfrica, fundada pel rei Leopold II de Bèlgica.
Comissionat per aquest grup científic, sortí en Gatell i Folch vers el Marroc, proposant-se creuar el Rif, de Ceuta al Muluya, remuntar aquest riu, traspassar l'Atles junt a llurs fonts, i baixar d'allà a l'Oceà, cercant el curs del riu Draa, la qual part inferior d'aquest ja havia explorat en el seu anterior viatge. Desgraciadament quan es trobava a Cadis i es disposava a embarcar, morí sobtadament.
Fou una gran pèrdua per la ciència espanyola, perquè era un viatger molt ben preparat. Sabia l'àrab i el xelja, i tenia el suficient coneixement de topografia i història natural. Els àrabs l'anomenaven el Kaid Ismail.
Publicà al Butlletí de la Societat de Geografia de París, una Ressenya de les exploracions en l'Uad Nun i el Takna. La Societat Geogràfica de Madrid publicà la relació completa dels seus viatges en aquella regió. L'Associació Catalanista d'Excursions Científiques, de Barcelona, el 1880 col·locà el seu retrat al saló d'actes i publicà un estudi necrològic d'aquest, escrit per Josep Fiter i Inglès.